# Chaco (animal)
Chaco es un género de arañas migalomorfas de la familia Nemesiidae. Se encuentra en Sudamérica en Argentina,  Chile,  Uruguay y Brasil.

## Lista de especies
Según The World Spider Catalog 14.5:
- Chaco castanea Montes de Oca & Pérez-Miles, 2013
- Chaco costai Montes de Oca & Pérez-Miles, 2013
- Chaco melloleitaoi (Bücherl, Timotheo & Lucas, 1971)
- Chaco obscura Tullgren, 1905
- Chaco patagonica Goloboff, 1995
- Chaco sanjuanina Goloboff, 1995
- Chaco socos Goloboff, 1995
- Chaco tecka Goloboff, 1995
- Chaco tigre Goloboff, 1995
- Chaco tucumana Goloboff, 1995